# Леонидас, Георгий Дмитриевич
Гео́ргий Дми́триевич Леони́дас (греч. Γιώργος Λεωνίδας, фамилия при рождении — Колозо́в (греч. Κολοζώφ); 1903, Александруполис, Западная Фракия — 15 февраля 1938, Москва) — греческий юрист и политический деятель, один из руководителей Компартии Греции и секретарь Федерации коммунистических молодёжных организаций Греции (ФКМОГ), получивший политическое убежище в СССР.

## Ранние годы
Родился в 1903 году в семье этнических греков, в Александруполисе. Там же учился в начальной школе и в гимназии. Рано осиротел от отца, переехал с матерью в городе Драма, где окончил местную гимназию, тем же временем работав в аптеке. Приезжал в Афинах чтобы учится в юридическом факультете Афинского университета. Во время учёбы стал членом ФКМОГ, а впоследствии, в 1927 году, её секретарём, заменяя Никоса Захариадиса.